# Chibuto
Chibuto es uno de los doce distritos que forman la provincia de Gaza en la zona meridional de Mozambique, región fronteriza con las provincias de Manica , de Inhambane y de Maputo . 
Región ribereña del Océano Índico y fronteriza con Zimbabue (Provincia de Masvingo) y Sudáfrica (Provincia de Limpopo) que geográficamente pertenece a la ecorregión de salobral del Zambeze en la cuenca del río Limpopo.
La sede de este distrito es la ciudad de Chibuto.

## Características
Limita al norte con el distrito de Chigubo, al oriente con Manjacaze y con Panda de la provincia de Inhambane, al sur con Xai-Xai y Bilene Macia y Chókwè y al occidente con Guijá.
Tiene una superficie de 5.878 km² y según el censo de 2007 una población de 197.214, lo cual arroja como densidad 33,6 habitantes/km². Se ha presentado un aumento demográfico del 19,7% con respecto a los 164.791 registrados en 1997. 

## División administrativa
Este distrito, formado por dieciocho localidades y 33 aldeas, se divide en seis puestos administrativos (posto administrativo), con la siguiente población censada en 2005:
- Chibuto, sede, 63 668 (Canhavane).
- Alto Changane, 16 859 (Maqueze).
- Chaimite, 27 863 (Mucotuene y Tlhatlhene).
- Changanine, 9 024 (Hate Hate).
- Godide, 21 043 (Chipadja).
- Malehice, 65 451 (Bambane, Coca-Missava, Maivene, Magumbe y Luxaxane)).